# Obehörig befattning med hemlig uppgift
Obehörig befattning med hemlig uppgift är ett brott i den svenska brottsbalken (19 kap 7 §) och ett tryckfrihetsbrott enligt tryckfrihetsförordningen. Brottet innebär att någon obehörigen anskaffar, befordrar, lämnar eller röjer uppgifter om Sveriges försvar - om försvarsverk, vapen, förråd, import, export, tillverkningssätt med mera - eller om något annat förhållande av betydelse, om det skadar Sveriges säkerhet att förhållandet röjs för främmande makt. Det är också straffbart om personen "framställer eller tar befattning med" skrift, teckning eller annat föremål som innehåller sådan information, ett exempel skulle kunna vara om en person läser en hemligstämplad handling om försvaret utan att vara behörig att läsa den. Det spelar ingen roll om uppgifterna är riktiga eller inte, enligt lagtexten. 
För att dömas för brottet ska personen dock inte ha haft som syfte att gå främmande makt till handa genom handlingen - om ett sådant uppsåt att gå främmande makt till handa kan visas kallas brottet istället spioneri. Spioneri har identiska brottsrekvisit med obehörig befattning med hemlig uppgift, men det skiljer på den punkten om det finns ett syfte att gå främmande makt till handa eller inte, det vill säga  om gärningen har begåtts huvudsakligen för att sprida informationen till främmande makt eller av något annat skäl. Exempelvis skulle kunna vara en journalist, som inte har som syfte att gå främmande makt till handa, utan att de hemliga uppgifterna är avsedda att publiceras i en tidning eller är avsedda att väcka debatt.
Brottet kan ge böter eller fängelse i högst två år; är brottet grovt kan det ge fängelse i högst fyra år.